# Holothrix micrantha
Holothrix micrantha är en orkidéart som beskrevs av Rudolf Schlechter. Holothrix micrantha ingår i släktet Holothrix och familjen orkidéer. Inga underarter finns listade i Catalogue of Life.